# 俄罗斯民族团结
俄罗斯民族团结，又称全俄罗斯公民爱国运动“俄罗斯民族团结”（俄语：Всероссийское общественное патриотическое движение "Русское Национальное Единство"），简称“团结”，是一个以俄罗斯为主要基地，在俄语人口的国家活动的极右翼新纳粹主义政党和准军事组织。
该运动由极端民族主义者亚历山大·巴尔卡绍夫创立，主张驱逐非俄罗斯人口，并且增强诸如俄罗斯东正教的传统俄罗斯的习俗制度。这一组织目前尚未正式在俄罗斯联邦登记，但有同俄罗斯特务机关联邦安全局进行合作。

## 历史
1990年，亚历山大·巴尔卡绍夫等人领导的激进活动家离开了德米特里·瓦西里耶夫的民族愛國陣線“記憶”组织并创办了俄罗斯民族团结党，随后迅速兴起。
在1993年俄罗斯宪政危机中，该党参与活动支持议会反对叶利钦。在随后与伊奇克里亞車臣共和國的战争中，该党同俄罗斯武装部队协作对抗伊奇克里亚车臣共和国。
在1990年代，俄罗斯民族团结党又发生了几次分裂，产生了“俄罗斯国家社会党”、“俄罗斯民族主义党”、“俄罗斯东正教党”、“俄罗斯西北俄罗斯人民运动”，“俄罗斯远东党”、“俄罗斯国家社会主义工人党”等一系列国家社会主义（纳粹主义）团体。
俄罗斯原副总理，俄罗斯航天国家集团头目德米特里·罗戈津曾出席该党活动。

### 俄罗斯民族团结党在乌克兰
俄罗斯民族团结党积极参与俄国对乌克兰的侵略。
在乌克兰迈丹革命期间,俄罗斯民族团结党和俄国特工积极合作，参与了攻占顿内次克，卢汉斯克和哈尔科夫政府大楼的行动。其领导人维克多·斯克利亚罗夫（Viktor Sklyarov）说：
俄罗斯民族团结党的同志们积极参与了反对基辅的乌克兰民族主义者的活动。他们参加了对顿内次克、卢汉斯克和哈尔科夫的行政大楼和乌克兰国家安全局的冲击。我必须说，现在正在战斗的民兵是由俄罗斯民族团结党同伙带头的。之前因为众所周知的原因我们没有大肆宣扬，现在我们可以公开地说出来了。——维克多·斯克利亚罗夫，
乌俄战争爆发后，RNE不断招募和派遣雇佣军参加在顿巴斯的战争行动。RNE不仅从俄国极端民族主义者中招募雇佣兵，还从白罗斯等其他国家招募人员进入乌克兰参战。

## 符号
俄罗斯民族团结的标志是一个纳粹使用的反万字符(卐)，与一颗类似于伯利恒之星的轮廓组合在一起。
自2014年参与俄罗斯侵略乌克兰以来，该组织的成员有时不再使用经典的RNE标志，而是使用红旗和白色圆圈中的黑色东正教十字架，并用红色字母书写“RNE”字样。尽管RNE的标志带有卐字符，并且该组织自称是一个国家社会主义组织，但该符号在俄罗斯联邦境内都是合法的。该运动成员佩戴徽章或臂章形式的符号。带有该符号标志的旗帜也用于该组织的各种活动，这些活动甚至有俄罗斯政府高官公开参加。
RNE的一个显着特征是着黑衫并互相以举手礼（纳粹礼）问候。